# Латинизмы
Латини́змы — заимствованные из латинского языка слова и обороты речи, построенные по латинскому образцу в каком-либо другом языке.

## Латинизмы в русском языке
Латинизмы в большом количестве начинают проникать в русский язык в эпоху Петра I. Научная, философская, техническая, юридическая, медицинская терминология в русском языке, по крайней мере наполовину состоит из латинской лексики. На слух такие слова как правило распознаются как «научные».
Иван Николич (1820—1879) в своём учебнике «Синтаксис русского языка, составленный сравнительно с языком немецким» отмечал:

«Латинизмы и грецизмы наводнили русскую прозу и поэзию в прошлом [XVIII] столетии. Желая подвести русскую грамматику под один уровень с латинской, писатели ломоносовской школы выражались:
Мне всякая волна быть кажется гора (mihi esse videtur). — Я мыслил тебя быть посланницей небес, — и подобным тому образом.»
В современном русском языке латинизмы, как правило разделяются на две группы. Прямые, собственно латинизмы (заимствованные буквально), и опосредованные, слова с латинскими по происхождению словообразовательными элементами.
В настоящее время, основной сферой распространения латинизмов в русском языке является прежде всего публицистика. Язык средств массовой информации в большом количестве использует латинизмы политической тематики.